# 12252 Gwangju
12252 Gwangju eller 1988 VT1 är en asteroid i huvudbältet som upptäcktes den 8 november 1988 av den japanska astronomen Masahiro Koishikawa vid Ayashi-observatoriet i Japan. Den är uppkallad efter den sydkoreanska staden Gwangju.
Asteroiden har en diameter på ungefär 7 kilometer.